# Руткевич, Ванда
Ва́нда Рутке́вич (пол. Wanda Rutkiewicz; 4 февраля 1943, Плунге, Литовская ССР, СССР — приблизительно 12 мая 1992, Канченджанга, Гималаи) — польская альпинистка.

## Биография
После Второй мировой войны семья переехала в Польшу и поселилась во Вроцлаве. Окончила Вроцлавский технологический университет по специальности инженер-электрик.
Считается одной из самых выдающихся в истории женщин-альпинисток. 16 октября 1978 года она стала третьей женщиной, первой полькой и первой европейкой, поднявшейся на вершину Эвереста, а 23 июня 1986 года — первой женщиной, покорившей второй восьмитысячник мира К2 (триумф был омрачён гибелью Лилиан и Мориса Баррардов из её команды, погибших при спуске).
Ванда Руткевич была главной претенденткой на титул первой женщины, покорившей все 14 восьмитысячников мира. Она успела взойти на 8 вершин:
- 1978 — Джомолунгма
- 1985 — Нангапарбат
- 1986 — K2
- 1987 — Шишабангма
- 1989 — Гашербрум II
- 1990 — Гашербрум I
- 1991 — Чо-Ойю
- 1991 — Аннапурна I

## Гибель

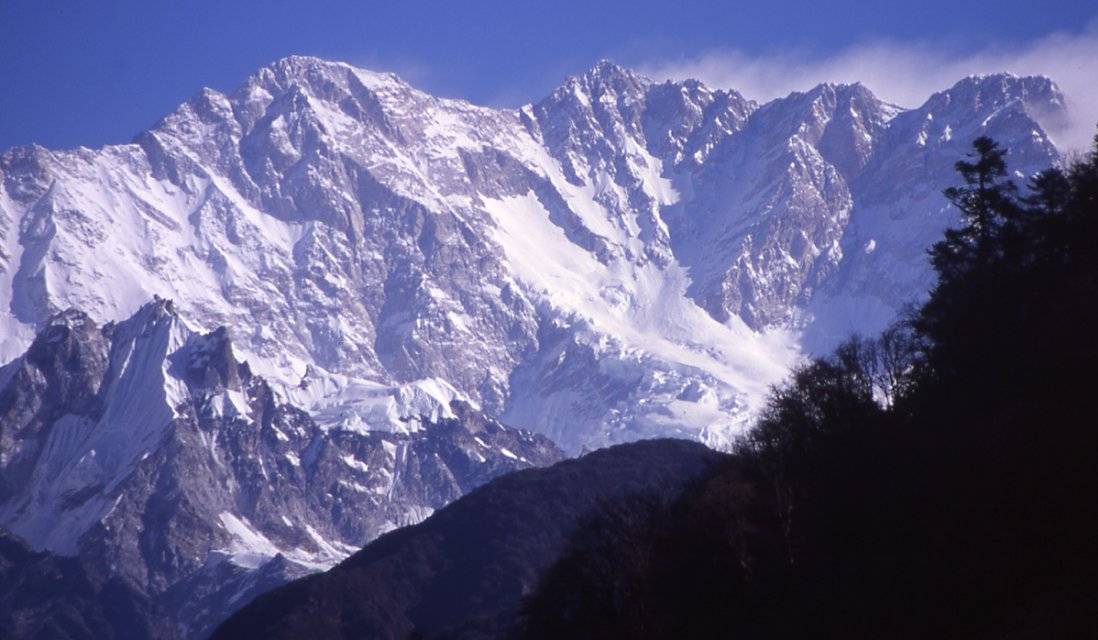
Вид из Непала на Южную стену Канченджанги

Ванда Руткевич пропала в 1992 году при попытке взойти по северо-западной стене на третью вершину мира Канченджангу. Штурм горы (совместно с мексиканцем Карлосом Карсолио) начался рано утром 12 мая из лагеря на высоте 7950 м. После 12 часов тяжёлого восхождения по глубокому снегу Карлос поднялся на вершину, а Ванда отстала. Спускаясь, он встретился с Вандой на высоте более 8200 метров. Несмотря на отсутствие бивачного снаряжения, она решила укрыться и переждать ночь на северо-западном склоне, а на следующий день продолжить восхождение. В тот момент Руткевич была сильно ослаблена физически, и, предположительно, была не в состоянии принять рациональное решение, которое могло спасти ей жизнь. Карсолио отметил, что он также был сильно истощён физически и морально, и у него уже не оставалось душевных сил переубедить её, чтобы начать спуск вниз. Её тело так и не было найдено.
В 1995 году итальянские альпинисты Фаусто де Стефани, Марко Галецци и Сильвио Мондинелли нашли тело, предположительно принадлежавшее Ванде Руткевич, на юго-западной стене. В этом случае она поднималась (или спускалась) по северо-западному хребту недалеко от вершины и сорвалась на юго-западную сторону.
Однако более подробный анализ свидетельств итальянских альпинистов, в частности, цвет одежды и наличие этикеток болгарского производства, говорит о том, что, скорее всего, это было тело болгарской альпинистки Йорданки Димитровой, погибшей в лавине на юго-западном склоне Канченджанги в октябре 1994 года.
Никто не знает, была ли она на вершине. Если да, то она стала первой альпинисткой, покорившей три самые высокие горы мира.

## Критика
В 2021 году известный польский альпинист Войтек Куртыка в своём интервью для польской прессы поставил под сомнение несколько более ранних восхождений польских альпинистов. Он выразил сомнение, в частности, в том, что Ванда Руткевич поднялась на вершину Аннапурны (8091 м) в 1991 году.
По словам Куртыки, когда альпинистка поднималась, она встретила спускающегося с вершины Рышарда Павловского. Она была сильно уставшей и решила разбить бивак. На следующий день Кшиштоф Велицкий увидел в бинокль из базового лагеря, как Руткевич пытается подняться по склону, но через некоторое время она вынуждена была повернуть назад.
Когда же она спустилась в базовый лагерь и сказала, что была на вершине, все были изумлены. Тем более, что на следующий день Руткевич изменила свою версию и заявила, что достигла вершины Аннапурны ещё вечером предыдущего дня, чем удивила всех ещё больше. По словам Куртыки, Велицки лично рассказал ему эту историю.
По возвращении в Польшу Руткевич представила доказательство — размытое фото с горы очень плохого качества, сделанное после захода солнца. Эта фотография была сопоставлена со снимком с вершины Павловского, сделаным в тот же день. Куртыка утверждает, что фото Ванды было сделано с другого места, хребет внизу виден под другим углом, а дальние планы смещены друг относительно друга. Тем не менее, восхождение было засчитано Ванде Руткевич «Польским альпийским клубом», хотя, по словам Куртыки, «даже старшеклассник, разбирающийся в тригонометрии, может понять, что это значит».

## Интересный факт
Ванда покорила Эверест в тот день, когда Кароль Войтыла был избран римским папой под именем Иоанн Павел II. Позднее они встретились и в ходе беседы понтифик сказал: «Милостивый Бог так захотел, чтобы мы в один и тот же день взошли так высоко».